# Bell's Life in London
El Bell's Life in London, and Sporting Chronicle fou un diari esportiu setmanal anglès, publicat en paper, existent entre 1822 i 1886.
El Bell's Life va ser fundat per Robert Bell, un editor i impressor de Londres. El 1824 o el 1825 Bell el va vendre a William Innell Clement, propietari del The Observer, i l'edició es va empassar un competidor, el Pierce Egan's Life in London and Sporting Guide. Entre el 1824 i el 1852 fou editat per Vincent George Dowling, "temps durant el qual el Bell's Life es convertí en el diari esportiu més important del Regne Unit, sense el qual cap diumenge podia estar complet." El fill de Dowling, Frank Lewis Dowling, va editar el diari durant l'últim any de vida del seu pare, i el succeï com a editar entre el 1852 i el 1867. En el transcurs de la dècada de 1860 el diari va haver de fer front a la competència del The Field, el The Sportsman, l'Sporting Life i l'Sporting Times. El 1885 Edward Hulton va comprar el Bell's Life i passà a publicar-lo cada dia, però el 1886 fou absorbit per l'Sporting Life.
Fou en aquest diari, juntament amb el The Scotsman, on el desembre de 1870 un grup de jugadors escocesos va enviar una carta de desafiament a Anglaterra per disputar un partit de rugbi. Els anglesos ho vana acceptar, donant peu així a la disputa del primer partit internacional de la història d'aquest esport, que va enfrontar les seleccions d'Escòcia i Anglaterra a l'Academical Cricket Club de la capital escocesa, Edimburg, el dilluns 27 de març de 1871. Davant de prop de 4.000 espectadors, els escocesos van guanyar per un assaig (realitzat per Angus Buchanan) i un gol (fet per William Cross), davant del solitari assaig aconseguit per Anglaterra (encara no s'havia dissenyat un sistema de punts, de manera que només el gol va pujar al marcador final d'1–0). Posteriorment, Anglaterra es venjaria de la desfeta en un partit disputat al Kennington Oval de Londres l'any següent.

## Col·laboradors
Alguns dels principals col·laboradors foren:
- Francis Frederick Brandt;
- Henry Corbet (1820–78);
- Charles Dickens;
- Henry Hall Dixon;
- l'escriptor sobre pesca Edward Fitzgibbon (1803–57);
- l'escriptor sobre criquet Frederick Gale (1823–1904);
- W. H. Leverell;
- l'escriptor sobre jocs de cartes Henry Jones (1831–1899);
- William Russell Macdonald (1787–1854);
- Rev. Charles Henry Newmarch (1824–1903);
- l'escriptor esportiu William Ruff (1801–56);
- Robert Smith Surtees;
- l'escriptor sobre escacs George Walker (1803–79); i
- John Henry Walsh.[6]